# 芒廷村 (科罗拉多州)
芒廷村（英語：Mountain Village），是美国科罗拉多州圣米格尔县下属的一座城镇，建于1995年3月10日，面积大约为3.378平方英里（8.75平方公里）。根据2010年美国人口普查，该城镇有人口801人。2011年估计该城镇有人口806人，相比2010年人口增长率为0.62%。同时，论人口该市是科罗拉多州第160大城镇。